# Créteil - Université (métro de Paris)
Créteil - Université est une station de la ligne 8 du métro de Paris, située sur la commune de Créteil.

## Situation
La station, aérienne, est implantée au milieu de la route départementale 1 (RD 1) au nord-ouest du trois-quart-échangeur avec la route de Choisy (RD 86). Orientée selon un axe nord-ouest/sud-est, elle s'intercale entre les stations Créteil - L'Échat et Créteil - Préfecture.

## Histoire

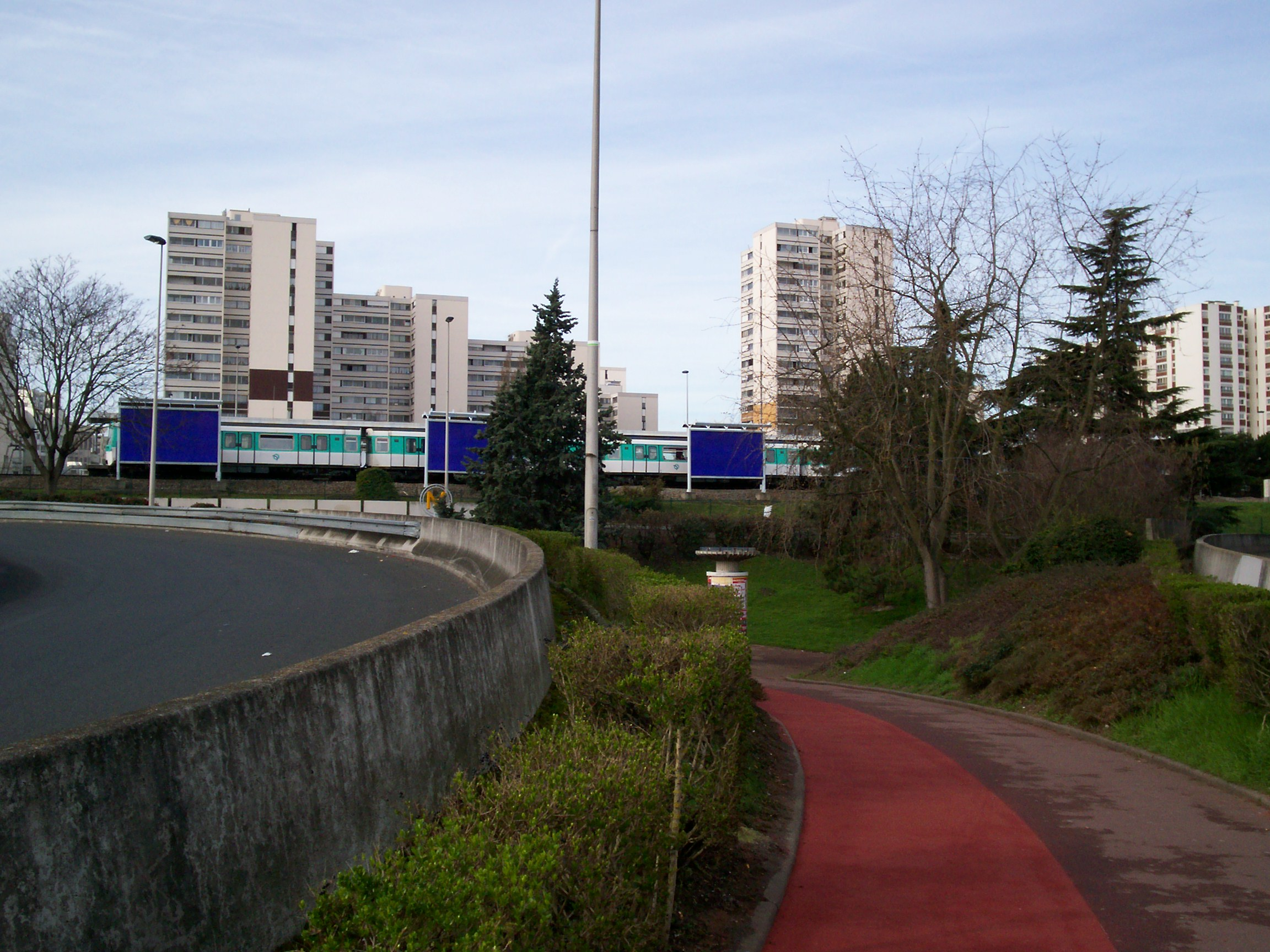
La station, vue depuis l'arrêt du Trans-Val-de-Marne.

La station est ouverte le 10 septembre 1974 avec la mise en service de l'avant-dernier prolongement de la ligne 8 depuis Créteil - L'Échat jusqu'à Créteil - Préfecture.
Elle doit sa dénomination à son implantation sur le territoire communal de Créteil ainsi qu'à sa proximité avec le siège et le principal site de l'université Paris-Est-Créteil-Val-de-Marne (UPEC), établissement français pluridisciplinaire également connu sous le nom de « Paris XII ».

### Fréquentation
Selon les estimations de la RATP, la station a vu entrer 3 536 972 voyageurs en 2019, ce qui la place à la 137e position des stations de métro pour sa fréquentation. En 2020, avec la crise du Covid-19, son trafic annuel tombe à 1 935 234 voyageurs, ce qui la classe alors au 125e rang, avant de remonter progressivement en 2021 avec 2 496 595 entrants comptabilisés, la reléguant cependant à la 135e position des stations du réseau pour sa fréquentation cette année-là.

## Services aux voyageurs

### Accès

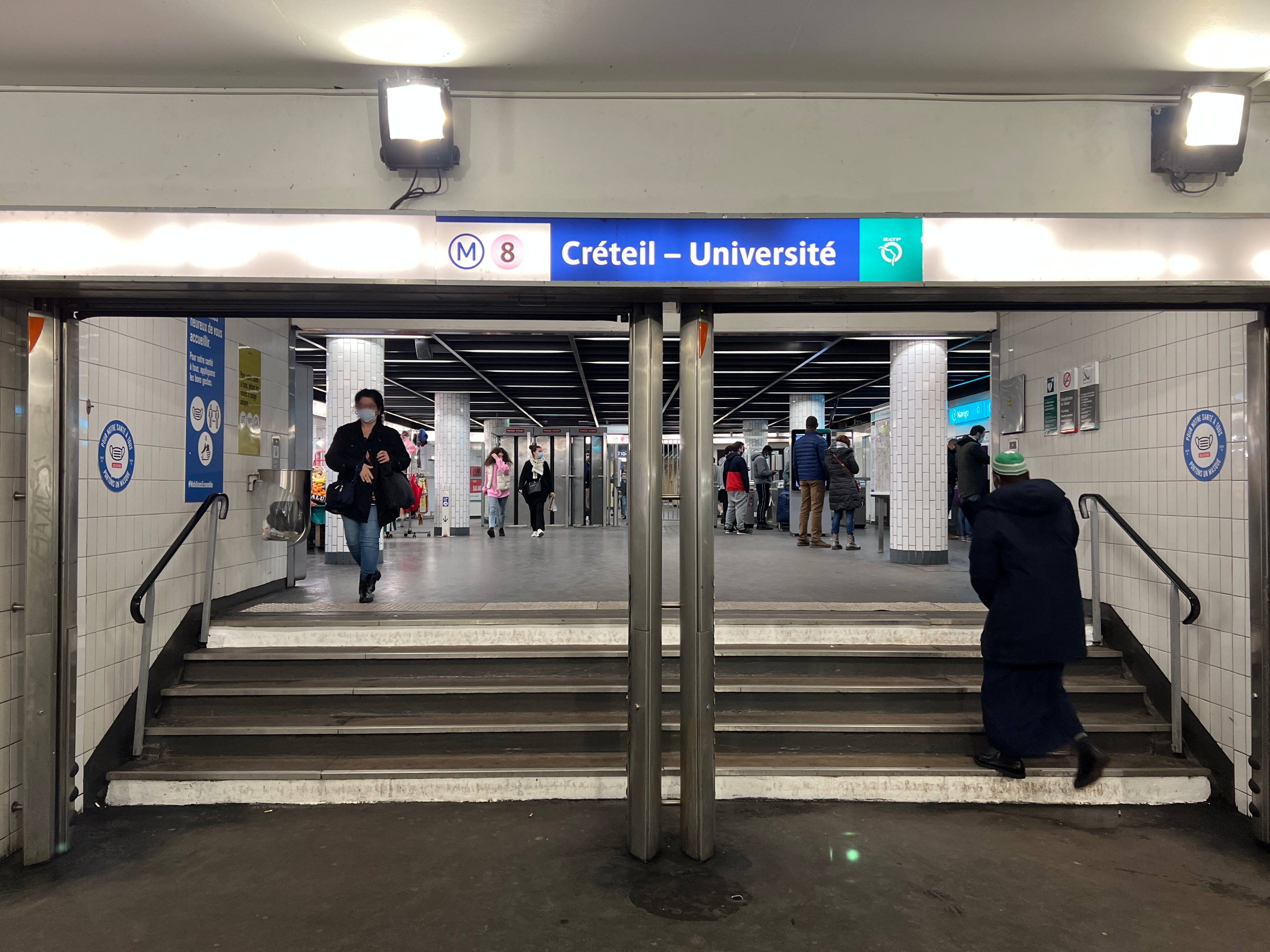
Accès à la station.

La station est accessible par le passage piétonnier du mail des Mèches sous la RD 1, avec :
- l'accès 1 « Mail des Mèches - Université Paris 12 », agrémenté d'un mât avec un « M » jaune inscrit dans un cercle, correspondant à l'extrémité sud-ouest du passage ;
- l'accès 2 « Route de Choisy - Hôpital Albert-Chenevier » correspondant à l'extrémité nord-ouest du passage.

Les couloirs d'accès au quai sont décorés de carreaux de couleur ocre clair à biseaux inversés, que l'on retrouve également sur les quais des stations établies sur le territoire de la commune voisine de Maisons-Alfort (École vétérinaire de Maisons-Alfort, Maisons-Alfort - Stade et Maisons-Alfort - Les Juilliottes), à ceci près qu'ils présentent plusieurs tons d'ocre différents chez ces dernières et non seulement la nuance la plus claire.

### Quais
Créteil - Université est une station aérienne de configuration particulière : elle dispose d'un quai en îlot, d'une longueur de 75 mètres, encadré par les deux voies du métro. Ce quai est équipé de sièges de style « Akiko » de couleur bleue, en remplacement d'assises « Motte » de même teinte ; le nom de la station y est inscrit en police de caractère Parisine sur panneaux rétro-éclairés suspendus. Les cadres publicitaires métalliques sont déportés aux limites des emprises de la ligne, dont la largeur rend possible l'aménagement d'une voie et d'un quai supplémentaires.

### Intermodalité
La station est desservie par le Tvm, par les lignes 181, 281 et 317 du réseau de bus RATP, par les lignes 429, 430 et 450 du réseau de bus Marne et Seine et, la nuit, par les lignes N32 et N71 du réseau Noctilien.

## À proximité
- Université Paris-Est-Créteil-Val-de-Marne
- Hôpital Albert-Chenevier